# MTV Rocks (Europa)
MTV Rocks fue un canal de música europeo, que inició sus emisiones el 27 de mayo de 2014 sustituyendo a la versión británica de MTV Rocks, emite en plataformas de pago, tanto por cable IPTV como por satélite, estaba dedicado a emitir videoclips de música alternativa 24h, operado por ViacomCBS Networks EMEAA, propiedad de ViacomCBS Networks International, filial de ViacomCBS.
El 5 de octubre de 2020, el canal fue reemplazado por MTV 90s, un nuevo canal dirigido a la música de los años 90.

## Historia
El canal de televisión fue lanzado el 27 de mayo de 2014, reemplazando a la versión británica de MTV Rocks. 
El 17 de noviembre de 2015, MTV Rocks Europe se retiró de CanalSat.
El 1 de octubre de 2017, las versiones europeas de MTV Rocks, MTV Dance y MTV Hits dejaron de emitirse en Benelux.
El 4 de octubre de 2018, el canal se eliminó de Numericable junto con MTV Dance Europe tras el lanzamiento de Comedy Central France.
El 21 de mayo de 2019, Viacom International Media Networks anunciaba en un comunicado que dicho canal junto con MTV Dance y MTV Hits cesarían en el satélite Astra 19,2E, dejando la posibilidad de verlos a través de otras plataformas de cable o IPTV, o bien visualizarlos por el satélite Thor 0,8 oeste.
El 1 de septiembre de 2019, poco después del mediodía, MTV Rocks cesó sus emisiones en el satélite Astra 19,2E.
El 2 de mayo de 2020, se retiró de Sky Italia.
El 5 de octubre de 2020, MTV Rocks fue reemplazado por MTV 90s.

## Logotipos

Logotipo usado entre el 27 de mayo de 2014 hasta 2017.
Logotipo final usado entre 2017 hasta el 4 de octubre de 2020.